# 森一 (東京都出身)
森 一（もり はじめ、本名同じ、1955年12月16日 - ）は、日本の俳優。エム・エーフィールド所属。

## プロフィール
- 東京都出身。早稲田大学卒業。
- 身長173cm、体重62kg。
- 特技は器械体操。

## 出演

### 映画
- 食卓のない家
- イースト・ミーツ・ウエスト（1995年・真田広之主演）

### テレビドラマ
- Wの悲劇 - 鶴見刑事
- 火曜サスペンス劇場
  - 当番弁護士6「同窓会の夜と結婚記念日の夜、一人の女を争った二人の男が殺された」（1998年6月23日）
  - 警部補 佃次郎6「小壜に詰めた死」（1998年8月11日）- 刑事（佃警部補の部下）
  - 事件記者1（1999年5月11日･髙嶋政宏主演）
  - 刑事・鬼貫八郎8「青の殺意」（1998年9月22日） - 刑事
- 三匹が斬る
- 続あ・うん
- 暴れん坊将軍シリーズ（ANB/東映）
  - 暴れん坊将軍III
    - 第6話「紅蓮の炎に消えた恋」（1988年） - 清吉
    - 第81話「八百八町を狙う公家剣法!」（1989年） - 新作
    - 第94話「吉宗、初春の大江戸裁き!」（1990年）
    - 第104話「花咲ける忠臣一代!」（1990年）
    - 第124話「流転笠、江戸のつむじ風」（1990年） - 卯助(貞吉)

  - 暴れん坊将軍IV 第36話「対決!兇賊七変化」（1991年） - 仙之助
  - 暴れん坊将軍VI 第16話「俺は天下の偽将軍」（1995年） - 水田
- 大岡越前 第13部 第7話「祖父の秘密は大泥棒」（1992年12月28日） - 市助

### 配信ドラマ
- パンドラの果実〜科学犯罪捜査ファイル〜 Season3 第1話・第2話（2024年6月16日・23日、Hulu） - 雨宮猛 役

### 舞台
- 今は昔、栄養映画館